# 平野和人
平野 和人（ひらの かずと、1961年10月27日 - ）は、日本の実業家。神奈川県出身。UBE三菱セメント株式会社 代表取締役 社長 CEO。一般社団法人セメント協会 理事 筆頭副会長。

## 経歴
神奈川県出身。
1985年3月、上智大学 法学部 卒業。同年4月、三菱鉱業セメント株式会社に入社。
2012年6月、宇部三菱セメント株式会社 営業企画部長 兼 三菱マテリアル株式会社 セメント事業カンパニー グループ会社部長。
2015年4月、宇部三菱セメント株式会社 取締役 東京支店長 兼 三菱マテリアル株式会社 セメント事業カンパニープレジデント補佐。
2017年4月、宇部三菱セメント株式会社 常務取締役 東京支店長。
2018年4月、三菱マテリアル株式会社 執行役員セメント事業カンパニーバイスプレジデント 兼 海外部長。
2020年4月、三菱マテリアル株式会社 執行役員セメント事業カンパニーバイスプレジデント 兼 宇部三菱セメント株式会社 代表取締役 取締役副社長。
2021年4月、三菱マテリアル株式会社 常務執行役 セメント事業カンパニープレジデント 兼 宇部三菱セメント株式会社 代表取締役 取締役副社長。
2022年4月、UBE三菱セメント株式会社 代表取締役 副社長。
2025年4月、UBE三菱セメント株式会社 代表取締役 社長 CEO。
一般社団法人セメント協会 理事 筆頭副会長を務めている。